# Simon Gustafson
Simon Gustafson (Mölndal, 11 januari 1995) is een Zweeds voetballer die doorgaans als centrale middenvelder speelt. Hij speelt sinds medio 2022 bij de Zweedse club BK Häcken. Zijn tweelingbroer Samuel Gustafson is eveneens betaald voetballer.

## Clubcarrière

### Fässbergs IF en BK Häcken
Gustafson brak op vijftienjarige leeftijd door in het eerste elftal van Fässbergs IF. In totaal maakte hij dertien doelpunten in 47 competitiewedstrijden voor de club. Op 1 januari 2013 vertrok hij transfervrij naar BK Häcken. Aldaar speelde hij 68 wedstrijden in de Allsvenskan, waarin hij veertien doelpunten maakte. Zijn sportieve hoogtepunt in deze tijd was het seizoen 2014, waarin de club als vijfde eindigde. Gustafson pakte in tweeënhalf jaar bij BK Häcken vijftien gele kaarten. Om dit te verbeteren zocht hij hulp bij een psycholoog.

### Feyenoord
Gustafson tekende in juli 2015 een contract tot medio 2019 bij Feyenoord, dat circa anderhalf miljoen euro voor hem betaalde aan BK Häcken. Hij maakte op 24 september 2015 zijn debuut voor de Nederlandse club, tijdens een met 3-0 gewonnen wedstrijd tegen PEC Zwolle in het toernooi om de KNVB Beker. Op 18 oktober 2015 was Gustafson betrokken bij vier van de vijf doelpunten van Feyenoord in een met 2–5 gewonnen wedstrijd uit tegen SC Heerenveen. Hij gaf drie assists en scoorde zelf eenmaal.

### Roda JC
Feyenoord verhuurde Gustafson op 14 juli 2017 voor één seizoen aan Roda JC Kerkrade. Gustafson maakte zijn debuut voor deze club op 13 augustus 2017 in een met 4–2 verloren uitwedstrijd tegen PEC Zwolle. Hij scoorde twee keer, waarvan één keer uit een penalty.

### FC Utrecht
Gustafson tekende op 18 mei 2018 een vierjarig contract bij FC Utrecht, dat circa één miljoen euro voor hem betaalde. In zijn tijd bij de Utrechtse club was hij diverse keren van waarde. Zo scoorde hij in zes play-offs wedstrijden zo'n vijf keer, bijvoorbeeld in de 1–0 gewonnen wedstrijd tegen FC Groningen aan het eind van het seizoen 2020/21.
Ondanks zijn prestaties was hij niet altijd even geliefd bij de supporters van FC Utrecht. Door zijn stoïcijnse uitstraling maakte Gustafson binnen het veld vaak een ongeïnteresseerde en passieve indruk. Iets wat niet altijd even goed werd gewaardeerd door de Utrechtse supporters.
In de zomer van 2021 lag een vertrek van Gustafson erg voor de hand. Uiteindelijk meldde zich in die transferperiode geen geschikte club voor de Zweedse voetballer. Mede daardoor werd eind mei 2022 duidelijk dat Gustafson zijn aflopende contract niet zou gaan verlengen.

### BK Häcken
Op 16 juli 2022 werd bekend dat Gustafson terug zou keren bij BK Häcken. Daar tekende hij een contract voor drieëneenhalf jaar. Zijn tweelingbroer Samuel Gustafson speelt eveneens bij deze club, waarmee hij in zijn eerste periode bij BK Häcken ook al samenspeelde. Met BK Häcken werd hij kampioen van de Allsvenskan in het seizoen 2022.

## Clubstatistieken
| Seizoen                       | Club            | Competitie      | Competitie | Competitie | Beker | Beker | Internationaal | Internationaal | Overig | Overig | Totaal | Totaal |
| Seizoen                       | Club            | Competitie      | Wed.       | Dlp.       | Wed.  | Dlp.  | Wed.           | Dlp.           | Wed.   | Dlp.   | Wed.   | Dlp.   |
| ----------------------------- | --------------- | --------------- | ---------- | ---------- | ----- | ----- | -------------- | -------------- | ------ | ------ | ------ | ------ |
| 2011/12                       | BK Häcken       | Allsvenskan     | 0          | 0          | 2     | 0     | 0              | 0              | 0      | 0      | 2      | 0      |
| 2012/13                       | BK Häcken       | Allsvenskan     | 25         | 3          | 4     | 1     | 0              | 0              | 0      | 0      | 29     | 4      |
| 2013/14                       | BK Häcken       | Allsvenskan     | 28         | 10         | 4     | 4     | 4              | 0              | 0      | 0      | 36     | 14     |
| 2014/15                       | BK Häcken       | Allsvenskan     | 14         | 2          | 0     | 0     | 0              | 0              | 0      | 0      | 14     | 2      |
| 2015/16                       | Feyenoord       | Eredivisie      | 15         | 3          | 2     | 0     | 0              | 0              | 0      | 0      | 17     | 3      |
| 2016/17                       | Feyenoord       | Eredivisie      | 2          | 0          | 2     | 0     | 0              | 0              | 0      | 0      | 4      | 0      |
| 2017/18                       | → Roda JC       | Eredivisie      | 33         | 10         | 4     | 1     | 0              | 0              | 0      | 0      | 37     | 11     |
| 2018/19                       | FC Utrecht      | Eredivisie      | 33         | 8          | 2     | 0     | 0              | 0              | 4      | 3      | 39     | 11     |
| 2019/20                       | FC Utrecht      | Eredivisie      | 23         | 6          | 4     | 2     | 2              | 1              | 0      | 0      | 29     | 9      |
| 2020/21                       | FC Utrecht      | Eredivisie      | 20         | 2          | 0     | 0     | 0              | 0              | 2      | 1      | 22     | 3      |
| 2021/22                       | FC Utrecht      | Eredivisie      | 20         | 3          | 0     | 0     | 0              | 0              | 2      | 1      | 22     | 4      |
| 2022/23                       | BK Häcken       | Allsvenskan     | 14         | 0          | 0     | 0     | 0              | 0              | 0      | 0      | 14     | 0      |
| Carrière totaal               | Carrière totaal | Carrière totaal | 227        | 47         | 24    | 8     | 6              | 1              | 8      | 5      | 265    | 61     |
| Bijgewerkt op 6 november 2022 |                 |                 |            |            |       |       |                |                |        |        |        |        |

## Interlandcarrière
Gustafson vertegenwoordigde verschillende Zweedse jeugdelftallen. Zo werd hij opgeroepen voor Zweden –18 (twee keer als basisspeler en één keer als invaller), Zweden –19 (zes keer als basisspeler en één keer als invaller) en Zweden –21 (vijf keer als basisspeler, vier keer als invaller en zes keer zonder speelminuten bij de selectie). Met dit laatste elftal won hij op het EK 2015 U21 het kampioenschap. Gustafson kwam daarbij echter zelf niet in actie.
Op 15 januari 2015 maakte hij in de vriendschappelijke interland tegen Ivoorkust (0–2 winst) in Abu Dhabi zijn debuut in het Zweeds voetbalelftal. Bondscoach Erik Hamrén liet naast Gustafson nog zeven voetballers debuteren.  In de daaropvolgende wedstrijd tegen Finland maakte Gustafson zijn basisdebuut.
| Interlands van Simon Gustafson | Interlands van Simon Gustafson | Interlands van Simon Gustafson | Interlands van Simon Gustafson | Interlands van Simon Gustafson | Interlands van Simon Gustafson |
| Interland                      | Datum                          | Wedstrijd                      | Uitslag                        | Soort Wedstrijd                | Doelpunten                     |
| Als speler bij BK Häcken       | Als speler bij BK Häcken       | Als speler bij BK Häcken       | Als speler bij BK Häcken       | Als speler bij BK Häcken       | Als speler bij BK Häcken       |
| ------------------------------ | ------------------------------ | ------------------------------ | ------------------------------ | ------------------------------ | ------------------------------ |
| 1.                             | 15 januari 2015                | Zweden – Ivoorkust             | 2 – 0                          | Vriendschappelijk              | –                              |
| 2.                             | 19 januari 2015                | Zweden – Finland               | 0 – 1                          | Vriendschappelijk              | –                              |

## Erelijst
| Competitie  | Aantal    | Jaren     |
| Feyenoord   | Feyenoord | Feyenoord |
| ----------- | --------- | --------- |
| Eredivisie  | 1x        | 2016/17   |
| KNVB beker  | 1x        | 2015/16   |
| BK Häcken   |           |           |
| Allsvenskan | 1x        | 2022      |

| Competitie      | Winnaar         | Winnaar         | Runner-up       | Runner-up       | Derde           | Derde           |
| Competitie      | Aantal          | Jaren           | Aantal          | Jaren           | Aantal          | Jaren           |
| Zweden onder 21 | Zweden onder 21 | Zweden onder 21 | Zweden onder 21 | Zweden onder 21 | Zweden onder 21 | Zweden onder 21 |
| --------------- | --------------- | --------------- | --------------- | --------------- | --------------- | --------------- |
| EK U21          | 1x              | 2015            | -               | -               | -               | -               |